# Маргарета фон Бранденбург (1410 – 1465)
Вижте пояснителната страница за други личности с името Маргарета фон Бранденбург.
Маргарета фон Бранденбург (на немски: Margarete von Brandenburg; * 1410, † 27 юли 1465, Ландсхут) от фамилията Хоенцолерн, е принцеса от Бранденбург и чрез женитби херцогиня на Мекленбург (1423), херцогиня на Бавария-Инголщат (1443 – 1445) и графиня на Валденфелс (1446 – 1465).

## Биография
Тя е третата дъщеря на курфюрст Фридрих I фон Бранденбург (1371 – 1440) и съпругата му Елизабета Баварска (1383 – 1442), дъщеря на херцог Фридрих от Бавария-Ландсхут и Мадалена Висконти.
Маргарета се омъжва през 1423 г. за херцог Албрехт V от Мекленбург (1397 – 1423). Албрехт умира през 1423 г. малко след сватбата им. Бракът е бездетен.
През 1441 г. в Инголщат тя се омъжва за втори път за херцог Лудвиг VIII от Бавария-Инголщат „Гърбавия“ (1403 – 1445), син на херцог Лудвиг VII. Двамата нямат деца.
През 1446 г. за трети път тайно Маргарета се омъжва за нейния придворен Мартин фон Валденфелс († 1471).
Маргарета умира на 27 юли 1465 г. в Ландсхут на 55 години и е погребана в манастир Зелигентал при Ландсхут.